# The Friendly Beasts
(The) Friendly Beasts, conosciuta anche come The Song of the Ass, The Donkey Carol, The Animal Carol o The Gift of the Animals, è una canzone natalizia, il cui testo è stato scritto negli anni venti del XX secolo dallo statunitense Robert Davis (1881-1950)  e fu pubblicato per la prima volta nel 1934 . Il testo è accompagnato dalla melodia dell'inno latino Orientis partibus, un brano del XII secolo, originario della Francia  e comunemente attribuito a Pierre de Corbeil, vescovo di Sens , che veniva usato in occasione della Festa dell'Asinello

## Testo
Il testo presenta un dialogo tra alcuni animali, ovvero l'asino (che introduce tale dialogo), la mucca, la pecora e la colomba, ognuno dei quali, nella Grotta di Betlemme, decanta i propri meriti in occasione della Nascita di Gesù.
Così l'asino decanta il proprio merito di aver condotto la Sacra Famiglia su e giù per le colline, la mucca quello di aver "concesso" alla Sacra Famiglia la propria mangiatoia, la pecora di aver offerto la propria lana per riscaldare Gesù Bambino  e la colomba di aver tubato per farlo addormentare e per non farlo piangere.